# Liste antiker Ortsnamen und geographischer Bezeichnungen/Ec
| Lateinischer Name | Griechischer Name    | Beschreibung                             | Heute                                    | Quellen und Verweise | Lage |
| ----------------- | -------------------- | ---------------------------------------- | ---------------------------------------- | -------------------- | ---- |
| Ecbatana          |                      |                                          |                                          | Smith;               |      |
| Eccobriga         |                      |                                          |                                          | Smith;               |      |
| Ecdippa           |                      |                                          |                                          | Smith;               |      |
| Ecetra            |                      |                                          |                                          | Smith;               |      |
| Echedameia        |                      |                                          |                                          | Smith;               |      |
| Echelidae         | Ἐχελίδαι (Echelidai) | Ortschaft oder Demos in Attika           |                                          | Smith;               |      |
| Echetla           |                      |                                          |                                          | Smith;               |      |
| Echidorus         |                      |                                          |                                          | Smith;               |      |
| Echinades         | Ἐχινάδες (Echinades) | Inselgruppe vor der Küste von Akarnanien | Echinaden vor der griechischen Westküste | Smith;               |      |
| Echinus           | Εχῖνος (Echinos)     | Stadt in der Phthiotis                   | beim heutigen Petarades in Griechenland  | Smith (1);           |      |
| Echinus           | Εχῖνος (Echinos)     | Stadt in Akarnanien                      | beim heutigen Anaktorio                  | Smith (2);           |      |
| Ecnomus           |                      |                                          |                                          | Smith;               |      |
| Ecron             |                      |                                          |                                          | Smith;               |      |
| Ectini            |                      |                                          |                                          | Smith;               |      |